# Roest van Alkemade

Roest van Alkemade is een Nederlands en Belgisch adellijk geslacht.

## Geschiedenis
De bewezen stamreeks begint met Elbert N.N. wiens vrouw Belle Jacobsdr. vermeld wordt in 1553. Hun zoon Roelof Elbertsz. was zuivelkoper te Amsterdam. Een kleinzoon van die laatste neemt de naam Roest aan en trouwde in 1630 met Catharina van Alkemade (†1657); hun zoon neemt de naam Roest van Alkemade aan. 
In 1814 en 1816 werden twee leden van het geslacht opgenomen in ridderschappen, gevolgd door aktes van bewijs, en gingen daardoor behoren tot de Nederlandse adel:
- Theodoor Jan baron Roest van Alkemade (1754-1829), verkreeg, na de ridderschapsbenoeming in 1814, in 1822 de titel van baron, overgaand op alle afstammelingen. Deze Nederlandse tak stierf in 1851 met diens dochter uit.
- Jacques de Roest d'Alkemade (1764-1830) verkreeg na de ridderschapsbenoeming in 1816, met de titel van burggraaf en werd de stamvader van de Belgische tak die nog voortleeft.